# Jean Théodore Delacour
Jean Théodore Delacour (Paris, 26 de setembro de 1890 — Los Angeles, 5 de novembro de 1985) foi um ornitólogo francês radicado nos Estados Unidos da América.
Passou a sua juventude na Picardia, na propriedade de seus pais. Ainda na sua juventude desenvolveu um grande interesse pelas plantas e animais. Seu padre construiu-lhe um aviário onde Jean criava numerosas espécies de aves.
Obteve o título de doutor na Université Lille Nord de France justamente quando começou a Primeira Guerra Mundial. Seu irmão morreu durante um bombardeio e a sua reserva de animais salvagens foi completamente destruída.
Instalou-se depois numa mansão em Clères na Normandia onde criou um parque zoológico que se convirteu no primeiro parque privado. O parque albergava três mil especímenes de quinhentas espécies, algumas das quais eram raras. Para conseguir seus exemplares realizou numerosas viagens. Desde 1922 até à guerra, realizou uma expedição por ano, explorando especialmente a Indochina. As colecções que elaborou foram notáveis: trinta mil aves e oito mil mamíferos repartidos entre Paris, Londres e Nova Iorque. Em 1931 publicou o livro As aves da Indochina francesa (Les Oiseaux de l'Indochine française), que se convirteu numa obra de referência durante muitos anos.
Insatisfeito com as publicações ornitológicas da época, fundou a revista L'Oiseau que dirigiria até à Segunda Guerra Mundial.
Por razões desconhecidas, a mansão de Clères ardeu completamente a 15 de fevereiro de 1939. Pouco tempo depois começaria a guerra e Jean Delacour partiu até Nova Iorque em 1940, onde trabalhou no Zoo do Bronx. Suas funções ali permitiram-lhe trabalhar também no American Museum of Natural History de Nova Iorque. Realizou monografias taxonómicas, onde reviu certos taxones, como os das famílias dos Pycnonotidae, os Estrildidae, os Nectariniidae e os Anatidae. Respeitante a estes últimos, que conhecia bem da sua experiência como criador, reconsiderou o conjunto da sua clasificação, publicando-a numa monografia que apareceu em 1945. Obteve a nacionalidade americana em 1946.
Em colaboração com Ernst Mayr publicou Birds of the Philippines em 1945 e depois sózinho, Birds of Malaysia em 1947.
Em 1952 obteve a direcção do museu de história, ciência e arte do condado de Los Angeles. Nesta nova etapa, continuou criando aves e dedicou também o seu tempo à horticultura no sul da Califórnia. Paralelamente às suas actividades, continuou com a investigação científica, publicando The Pheasants of the World (1951), Wild Pigeons and Doves (1959), The Waterfowl of the World (em quatro volumes, 1951-1964) e, juntamente com Dean Amadon, Curassows and Related Birds (1973).
Em 1960 começou a restauração do parque de Clères. Em 1966 publicou a sua autobiografia, The Living Air. E no mesmo ano   ofereceu ao Muséum national d'histoire naturelle de Paris, o parque de Clères, que dirigiu junto com Pierre Ciarpaglini (1933-). Em 1978, Delacour reformou-se completamente.
Em toda a sua vida trabalhou pela conservação do meio ambiente. Foi um dos criadores do International Council for Bird Preservation (ICBP) que se convirtiria posteriormente no Birdlife International.
Morreu de ataque cardíaco.